# Toto Cup Al 2020-2021
La Toto Cup Al 2020-2021 è stata la 36ª edizione del torneo e la 15ª che riguardava soltanto le squadre che partecipano alla Ligat ha'Al, iniziata l'8 agosto 2020 e terminata il 24 agosto seguente. Il Beitar Gerusalemme era la squadra campione in carica. Il Maccabi Tel Aviv ha conquistato il trofeo per la settima volta nella sua storia.

## Formula
I due club impegnati nella Supercoppa d'Israele 2020, Maccabi Tel Aviv e Hapoel Be'er Sheva non prendono parte alla fase a gironi a differenza delle altre dodici squadre, divise in tre gironi da 4 squadre.
Alla fine della fase a gironi la squadra migliore tra le prime classificate di tutti i gruppi si qualificherà alla finale, dove affronterà la vincente della Supercoppa di Israele 2020. La squadra perdente la Supercoppa partecipa ai Play-off 5º posto. Tutti i club di ciascun girone partecipano ai Play-off piazzamento.

## Squadre partecipanti
- Ashdod
- Beitar Gerusalemme
- Bnei Sakhnin
- Bnei Yehuda
- Hapoel Be'er Sheva
- Hapoel Hadera
- Hapoel Haifa

- Hapoel Kfar Saba
- Hapoel Tel Aviv
- Ironi K. Shmona
- Maccabi Haifa
- Maccabi Netanya
- Maccabi Petah Tiqwa
- Maccabi Tel Aviv

## Fase a gironi

### Girone A
| Pos. | Squadra         | Pt | G | V | N | P | GF | GS | DR |
| ---- | --------------- | -- | - | - | - | - | -- | -- | -- |
| 1.   | Bnei Sakhnin    | 7  | 3 | 2 | 1 | 0 | 4  | 1  | +3 |
| 2.   | Maccabi Haifa   | 6  | 3 | 2 | 0 | 1 | 2  | 1  | +1 |
| 3.   | Ironi K. Shmona | 2  | 3 | 0 | 2 | 1 | 3  | 4  | -1 |
| 4.   | Hapoel Haifa    | 1  | 3 | 0 | 1 | 2 | 2  | 5  | -3 |

|                 | BSa   | HHa   | IKS   | MHa   |
| Bnei Sakhnin    |       |       |       | 1 - 0 |
| Hapoel Haifa    | 0 - 2 |       | 2 - 2 |       |
| Ironi K. Shmona | 1 - 1 |       |       | 0 - 1 |
| Maccabi Haifa   |       | 1 - 0 |       |       |

### Girone B
| Pos. | Squadra             | Pt | G | V | N | P | GF | GS | DR |
| ---- | ------------------- | -- | - | - | - | - | -- | -- | -- |
| 1.   | Maccabi Netanya     | 6  | 3 | 2 | 0 | 1 | 4  | 1  | +3 |
| 2.   | Hapoel Kfar Saba    | 4  | 3 | 1 | 1 | 1 | 5  | 5  | 0  |
| 3.   | Maccabi Petah Tiqwa | 4  | 3 | 1 | 1 | 1 | 3  | 5  | -2 |
| 4.   | Hapoel Hadera       | 2  | 3 | 0 | 2 | 1 | 2  | 3  | -1 |

|                   | HHd   | HKS   | MNe   | MPT   |
| Hapoel Hadera     |       |       | 0 - 1 |       |
| Hapoel Kfar Saba  | 1 - 1 |       |       |       |
| Maccabi Netanya   |       | 3 - 0 |       | 0 - 1 |
| Macc. Petah Tiqwa | 1 - 1 | 1 - 4 |       |       |

### Girone C
| Pos. | Squadra            | Pt | G | V | N | P | GF | GS | DR |
| ---- | ------------------ | -- | - | - | - | - | -- | -- | -- |
| 1.   | Beitar Gerusalemme | 5  | 3 | 1 | 2 | 0 | 2  | 0  | +2 |
| 2.   | Bnei Yehuda        | 4  | 3 | 1 | 1 | 1 | 4  | 5  | -1 |
| 3.   | Hapoel Tel Aviv    | 4  | 3 | 1 | 1 | 1 | 1  | 3  | -2 |
| 4.   | Ashdod             | 3  | 3 | 1 | 0 | 2 | 5  | 4  | +1 |

|                   | Ash   | BGe   | BYe   | HTA   |
| Ashdod            |       | 0 - 2 |       | 0 - 1 |
| Beit. Gerusalemme |       |       |       | 0 - 0 |
| Bnei Yehuda       | 1 - 5 | 0 - 0 |       |       |
| Hapoel Tel Aviv   |       |       | 0 - 3 |       |

## Play-off piazzamento

### Tredicesimo posto
| Netanya 23 agosto 2020, ore 20:00 UTC+3                                                                   | Hapoel Hadera | 4 – 2 referto               | Hapoel Haifa | Stadio Netanya (0 spett.) |
| \| \| \| \| \| Marshall 26’, 43’ Gozlan 90+3’ Mesika 90+8’ \| Marcatori \| 55’ Agade 90+6’ (rig.) Arel \| |               |                             |              |                           |
| |               |                             |              |                           |
| Marshall 26’, 43’ Gozlan 90+3’ Mesika 90+8’                                                               | Marcatori     | 55’ Agade 90+6’ (rig.) Arel |              |                           |

### Undicesimo posto
| Kiryat Shmona 23 agosto 2020, ore 19:45 UTC+3              | Ironi K. Shmona | 2 – 0 referto | Ashdod | Stadio municipale (0 spett.) |
| \| \| \| \| \| Maranhão 6’ Ben Lulu 61’ \| Marcatori \| \| |                 |               |        |                              |
|                                                            |                 |               |        |                              |
| Maranhão 6’ Ben Lulu 61’                                   | Marcatori       |               |        |                              |

### Nono posto
| Tel Aviv 24 agosto 2020, ore 20:30 UTC+3     | Hapoel Tel Aviv      | 0 – 0 referto | Maccabi Petah Tiqwa | Stadio Bloomfield (0 spett.) |
| \| \| \| \| \| \| Tiri di rigore 1 – 4 \| \| |                      |               |                     |                              |
|                                              |                      |               |                     |                              |
|                                              | Tiri di rigore 1 – 4 |               |                     |                              |

### Settimo posto
| Tel Aviv 23 agosto 2020, ore 19:30 UTC+3                          | Bnei Yehuda | 2 – 1 referto | Hapoel Kfar Saba | Stadio Bloomfield (0 spett.) |
| \| \| \| \| \| Lazmi 65’ Zenati 86’ \| Marcatori \| 40’ Kizito \| |             |               |                  |                              |
|                                                                   |             |               |                  |                              |
| Lazmi 65’ Zenati 86’                                              | Marcatori   | 40’ Kizito    |                  |                              |

### Quinto posto
| Be'er Sheva 22 agosto 2020, ore 19:00 UTC+3      | Hapoel Be'er Sheva | 1 – 0 referto | Maccabi Haifa | Stadio Yaakov Turner (0 spett.) |
| \| \| \| \| \| Sallallich 58’ \| Marcatori \| \| |                    |               |               |                                 |
|                                                  |                    |               |               |                                 |
| Sallallich 58’                                   | Marcatori          |               |               |                                 |

### Terzo posto
| Netanya 22 agosto 2020, ore 21:00 UTC+3    | Maccabi Netanya | 0 – 1 referto | Beitar Gerusalemme | Stadio Netanya (0 spett.) |
| \| \| \| \| \| \| Marcatori \| 78’ Edri \| |                 |               |                    |                           |
|                                            |                 |               |                    |                           |
|                                            | Marcatori       | 78’ Edri      |                    |                           |

## Finale
| Sakhnin 22 agosto 2020, ore 20:30 UTC+3                   | Bnei Sakhnin | 0 – 2 referto           | Maccabi Tel Aviv | Stadio Doha (0 spett.) |
| \| \| \| \| \| \| Marcatori \| 67’ Baltaxa 90+2’ Biton \| |              |                         |                  |                        |
|                                                           |              |                         |                  |                        |
|                                                           | Marcatori    | 67’ Baltaxa 90+2’ Biton |                  |                        |

## Classifica finale
| Pos | Squadra             |
| --- | ------------------- |
| 1°  | Maccabi Tel Aviv    |
| 2°  | Bnei Sakhnin        |
| 3°  | Beitar Gerusalemme  |
| 4°  | Maccabi Netanya     |
| 5°  | Hapoel Be'er Sheva  |
| 6°  | Maccabi Haifa       |
| 7°  | Bnei Yehuda         |
| 8°  | Hapoel Kfar Saba    |
| 9°  | Maccabi Petah Tiqwa |
| 10° | Hapoel Tel Aviv     |
| 11° | Ironi K. Shmona     |
| 12° | Ashdod              |
| 13° | Hapoel Hadera       |
| 14° | Hapoel Haifa        |